# Узбекистанская линия
Узбекиста́нская ли́ния (узб. Oʻzbekiston yoʻli / Ўзбекистон йўли) — вторая линия Ташкентского метрополитена.
Введена в эксплуатацию 7 декабря 1984 года.
Режим работы станций линии — с 05:00 до 00:00

## История
В 1980 году начато строительство первой очереди второй — Узбекистанской линии метрополитена от станции «Навои» до станции «Ташкент» с 5 станциями. В декабре 1984 года первая очередь Узбекистанской линии была сдана в эксплуатацию. Протяжённость этого участка — 5,6 км.
В ноябре 1987 года была сдана в эксплуатацию вторая очередь Узбекистанской линии со станциями «Чкаловская» и «Ташсельмаш», протяжённостью 3,2 км, длина линии при этом достигла 8,8 км.
Станцию «Чкаловская» и «Ташсельмаш» пришлось дважды закрывать из-за неблагоприятной экологической обстановки:
- 18 сентября 1989 года. Станции открылись повторно вместе с третьей очередью Узбекистанской линии 6 ноября 1989 года.
- В апреле 1990 года. Станции открылись в третий раз вместе с четвёртой очередью Узбекистанской линии 30 апреля 1991 года.

В ноябре 1989 года начала работать третья очередь Узбекистанской линии с двумя станциями — «Гафура Гуляма» и «Чорсу», протяжённость этого участка составляет 2,2 км. И, наконец, 30 апреля 1990 года было завершено сооружение Узбекистанской линии — была открыта четвёртая очередь со станциями «Тинчлик» и «Беруни» протяжённостью 3,3 км.

## Хронология пусков
| Участок                     | Дата пуска          | Длина, км | Кол-во станций |
| --------------------------- | ------------------- | --------- | -------------- |
| «Алишер Навоий» — «Ташкент» | 8 декабря 1984 года | 5,6       | 5              |
| «Ташкент» — «Чкаловская»    | 7 ноября 1987 года  | 3,2       | 2              |
| «Алишер Навоий» — «Чор-су»  | 6 ноября 1989 года  | 2,2       | 2              |
| «Чор-су» — «Беруний»        | 30 апреля 1991 года | 3,3       | 2              |
|                             | Всего:              | 14,3 км   | 11 станций     |

## Пересадки
| # | Пересадка на линию           | На станцию |
| - | ---------------------------- | ---------- |
| 1 | Чиланзарская линия           | Пахтакор   |
| 3 | Юнусабадская линия           | Минг Урик  |
| 4 | Линия 30-летия независимости | Технопарк  |

## Подвижной состав
На линии используются четырёхвагонные составы и один пятивагонный модернизированный состав, сформированные из вагонов моделей 81-717/714, 81-718/719, 81-765/766/767.

## История переименований
| Станция                         | Предыдущее название  | Годы      |
| ------------------------------- | -------------------- | --------- |
| Космонавтов (Космонавтлар)      | Проспект Космонавтов | 1984—1992 |
| Машиностроителей (Машинасозлар) | Ташсельмаш           | 1987—1992 |
| Дружба (Дустлик)                | Чкаловская (Чкалов)  | 1987—2012 |